# Fabrice Ondoa
Pour les articles homonymes, voir Ondoa.
Joseph Fabrice Ondoa Ebogo ou plus simplement Fabrice Ondoa, né le 24 décembre 1995 à Yaoundé au Cameroun, est un footballeur international camerounais qui évolue au poste de gardien de but.
Considéré comme un grand espoir par les spécialistes, les journalistes et le public à ses débuts, Fabrice Ondoa, celui qu'on surnomme aussi « l'araignée noire », s'est fait principalement connaître du grand public lors de ses différentes apparitions sous le maillot des Lions Indomptables du Cameroun. Vainqueur de la Nike Premier Cup en 2010 et de l'UEFA Youth League en 2014 avec l'équipe junior du FC Barcelone où il a été nommé meilleur gardien de ces deux compétitions, Ondoa est un élément indispensable pour l'équipe du Cameroun lors de la Coupe d'Afrique des nations de football 2017. Il s'imposera comme l'un des meilleurs joueurs de la CAN 2017. Il a fortement contribué au parcours des Lions Indomptables qui remporteront la finale de la CAN 2017 face à l'Égypte (2-1).
Il a joué avec le KV Ostende en Belgique de 2018 à 2021 avant de s’engager avec le NK Istra 1961 (un club croate) jusqu’à la fin de la saison .  
En sélection sa carrière est aboutie mais il ne parvient pas à se faire une place de titulaire dans un club européen.

## Biographie
Fabrice Ondoa, surnommé « l'araignée noire », est né le 24 décembre 1995 à Yaoundé au Cameroun. Il grandit à Ekounou dans une banlieue de Yaoundé au sein d'une famille de cinq enfants. Malgré une situation économique difficile à la maison, les parents de Fabrice restent néanmoins débrouillards et responsables. Les parents privilégient pour leurs enfants, le schéma classique de la réussite par la voie du parcours scolaire et des grandes études. Son père, Ebogo Ondoa Thomas, inscrit Fabrice, âgé alors de 9 ans, dans le club de foot le plus proche du quartier, à Valence FC , juste dans le cadre d'une petite activité à exercer après l'école. Fabrice y apprendra les bases du football et c'est dans ce petit club du quartier qu'il évoluera pour la première fois au poste de gardien de but.  

### Début à la Fundesport
En 2005, à 9 ans et demi, Ondoa participe à la finale interrégionale (des -11 ans) de la "Festi-Eto'o Cup" à Yaoundé, qui oppose son club Valence FC à celui du E.F.B.C. Fabrice Ondoa se fait vite remarquer grâce à ses qualités de gardien de but et grâce à des réflexes un peu trop aiguë pour un garçon de son âge. Il attire dès lors l'attention de la Fundesport, la fondation créée par l'ex joueur international camerounais Samuel Eto'o, une fondation qui forme des jeunes joueurs locaux. La Fundesport persuade les parents du jeune Fabrice Ondoa à rejoindre les rangs de la fondation. En 2006 il rejoint la Fundesport, la fondation de Samuel Eto'o situé à Douala dans la capitale économique du Cameroun.
En avril 2007 lors d'un tournoi à Irun, qui présentait approximativement les meilleures équipes des catégories Juniors D (U13) du monde, l'équipe de la fondation Samuel Eto'o Fundesport, élimine le FC Barcelone en phase de poules et s'impose en finale 1-0 contre l'Espanyol de Barcelone. Fabrice Ondoa sera élu meilleur gardien de la compétition. pendant ce tournoi ses performances individuelles ne manqueront pas de faire sourire Albert Bigales, directeur du centre de formation du FC Barcelone qui voit en Ondoa un "élément à ne pas négliger pour le football de demain" et entame un entretien avec les responsables de la Fundesport. Mais les choses se compliquent, certains accords tardent à se faire et le dossier Ondoa est mis en suspens sur une période de 2 ans.
De 2006 à 2008, Fabrice fait le tour du monde, il enchaîne tournoi sur tournoi, il amasse de l’expérience et des titres avec Fundesport (face à des équipes comme Borussia Dortmund 2-0...) où il excelle à son poste. Il est nommé au cours de plusieurs tournois, meilleur gardien de but. Avec une très forte cadence de voyages et un rythme de matchs à jouer plus qu'éprouvants, le jeune camerounais se remet constamment en question sur ses réelles capacités de footballeur puisqu'il faisait partie de ces derniers de la fondation ayant aucune proposition d'appel en club, contraint ainsi d'assister aux départs progressifs de ses amis et coéquipiers quittant chacun à leur tour la fondation pour rejoindre différents centres de formation et clubs à travers le monde. Il décide de ne pas lâcher prise à la suite des conseils et des encouragements de Samuel Eto'o Fils.
Le 3 mai 2009, Fabrice Ondoa est convoqué à Barcelone pour passer des tests sur une période de 2 semaines. Au bout du troisième jours de test, les dirigeants du club sont convaincus et décident qu'Ondoa est apte à intégrer le programme et qu'il n'a pas besoin de démontrer plus. Il rejoint alors La Masia et l'équipe des cadets du club de football Catalogne. En 2011, il grimpe dans la catégorie junior du FC Barcelone sous les ordres de l’entraîneur Jordi Vinyals.

### Début au FC Barcelone
Fabrice Ondoa remporte son premier vrai tournoi avec l'équipe du FC Barcelone Juniors C (U15) en 2010, lors de la Nike Premier Cup. Tournoi organisé par Nike et Manchester United. La Nike Premiere Cup est le meilleur tournoi de football pour les équipes de moins de 15 ans, le plus important pour les futurs têtes montantes du ballon rond. Une compétition accueillant plus de 9000 équipes à travers le monde entier où Fabrice Ondoa et son équipe du FC Barcelone écrase l’hôte, Manchester United 3-0 dès le début des phases finales, et le carnaval ne s’arrête pas jusqu'en finale où ils finissent par s'imposer 3-1 contre le FC Pachuca.
Ondoa, dit "l'Araignée Noire", dispute quasiment la majorité des rencontres pendant cette compétition en compagnie des cadets du FC Barcelone, il est titularisé lors des phases finales de la compétition qui ont eu lieu à Old Trafford.

### Des saisons exceptionnelles avec les juniors
Durant la deuxième saison avec les Juniors B (U17) du FC Barcelone, Les petits du Barca remportent absolument tout, et c'est en partie grâce à Fabrice Ondoa. 
- Les jeunes du FC Barcelone commenceront dans un premier temps à remporter le championnat contre l'UE Vilassar (6-0), 12 tirs cadrés en directions des cages de Fabrice Ondoa, pour aucun but[8].
- Une semaine après la victoire du championnat qui les opposaient à l'UE Vilassar, les juniors du FC Barcelone remporte la MIC (mediterranean international cup) après une séance de tirs au but. Ondoa réalise une performance exceptionnelle et offre la victoire à son équipe[9].
- À la fin de la saison, lors de la finale du championnat catalan contre les Blanquiazul, Fabrice Ondoa est l'unique rempart et offre la victoire après deux penaltys arrêtés[9].

En avril 2014, il remporte avec la catégorie Juniors A (U19) du Barça, l'UEFA Youth League (l'équivalent de la League des Champions chez les juniors) face au Benfica. Ondoa est titulaire tout au long de cette compétition sous les couleurs du FC Barcelone où il reste très décisif et réussit à empocher le titre du meilleur gardien de l'UEFA Youth League 2013-2014,. En totalité, "l’Araignée Noire" aura remporté une dizaine de trophées en compagnie du FC Barcelone.
Ondoa signe son premier contrat professionnel lors de la saison 2014-2015 et rejoint les rangs du FC Barcelone B qui joue en deuxième division.  
En janvier 2016, il rejoint le Gimnàstic de Tarragone en D2 espagnole avant d'être prêté au FC Séville B.

## Équipe nationale
Le 6 septembre 2014, Fabrice Ondoa, âgé de seulement 18 ans, débute avec le Cameroun lors du match qualificatif pour la Coupe d'Afrique 2015 face à la République démocratique du Congo. Il est décisif dans la victoire 2 à 0 du Cameroun.Ondoa est sélectionné pour jouer la Coupe d'Afrique des nations 2015 où il dispute tous les matchs de poule de son équipe, éliminée au premier tour.
En 2016, Fabrice Ondoa se révèle et s’impose en tant que titulaire pour le groupe A de l'équipe nationale du Cameroun, jouant tous les matchs amicaux (France, Algérie...)
Il est convoqué pour la Coupe d'Afrique des nations 2017, où il devient un élément à suivre. En effet, selon certains, Ondoa fait partie des meilleurs gardiens de la compétition. Contre le Gabon en phase de poules, il réalise un arrêt décisif dans les derniers instants de la rencontre et élimine le Gabon. En quart de finale, lors de la séance de tirs au but face au Sénégal, il brise le rêve de Sadio Mané, avant de finalement remporter la finale face à l’Égypte.
Deux ans plus tard, il est de nouveau convoqué pour participer à la Coupe d'Afrique des nations 2019. 
Le 15 décembre 2020, son club du KV Ostende, officiant en D1 belge, licencie le joueur pour avoir organisé une lockdown party[Quoi ?] en pleine période de confinement liée à la Pandémie de Covid-19 en Belgique.    
Le 28 décembre 2023, il est retenu dans la liste des vingt-sept joueurs camerounais sélectionnés par Rigobert Song pour disputer la Coupe d'Afrique des nations 2023.

## Palmarès
| Équipes                                 | Compétitions / Evenements   | Nominations                                 | Années                                            |
| --------------------------------------- | --------------------------- | ------------------------------------------- | ------------------------------------------------- |
| FC Barcelone Junior C (U15)             | Nike Premier Cup            | Élection meilleur gardien de la compétition | 2009 - 2010                                       |
| FC Barcelone Junior A (U19)             | UEFA Youth League           | Élection meilleur gardien de la compétition | 2013 - 2014                                       |
| Équipe nationale du Cameroun (groupe A) | Coupe d’Afrique des nations |                                             | 2016 - 2017* Élu meilleur gardien de la can 2017. |

- Champion de la Coupe d'Afrique des nations de football 2017 avec le Cameroun. Meilleur gardien de la compétition[réf. nécessaire]

- Champion de lettonie  2022 et 2024[réf. nécessaire]
- Vainqueur de la coupe de lettonie 2023 et 2024[réf. nécessaire]
- Vainqueur de la supercoupe de lettonie 2024
- [réf. nécessaire] vainqueur de la supercoupe de crevonie en 2024.